# Nikolaï Strakhov
Nikolaï Strakhov (en russe : Никола́й Никола́евич Стра́хов) (né le 28 octobre 1828 (16) à Belgorod, Gouvernement de Koursk — mort le 24 janvier (5 février) 1896 à Saint-Pétersbourg) — est un philosophe russe, publiciste, critique littéraire, conseiller d'état.
Dans ses différentes œuvres, Le monde comme un tout (1872), Sur les vérités éternelles (1887), Essais philosophiques (1895), la plus haute forme de cognition est considérée comme étant la religion. Strahkov critique le matérialisme moderne, mais aussi la philosophie spiritualiste ; il partage les idées du potchvennitchestvo. Il écrit sur Léon Tolstoï (dont des articles sur Guerre et Paix); également la première biographie de Fiodor Dostoïevski (avec Orest Miller).

## Biographie
Depuis l'époque des Séminaires spirituels de Kostroma, qu'il termine en 1845, Strakhov a exposé ses convictions religieuses profondes, qu'il n'a jamais abandonnées durant toute sa vie et dont il a fait par la suite un élément des plus importants de sa philosophie. En même temps , relativement tôt dans sa vie, Strakhov manifeste de l'intérêt pour les sciences naturelles. Cela l'a mené vers le département de physique-mathématique — au début à l'Université de Saint-Pétersbourg, puis à l'Institut pédagogique principal de la même ville. Après avoir terminé son cursus universitaire, durant plusieurs années, il enseigne la physique et les mathématiques dans des gymnases, puis en 1867, il défend sa thèse sur le sujet : « Les os du poignet des mammifères ». C'est vers cette époque aussi qu'il commence à exercer son activité littéraire.
Strakhov a réalisé toute une série de traductions importantes : « Histoire de la nouvelle philosophie » de Kuno Fischer, « Histoire du matérialisme » de Friedrich-Albert Lange, « La vie des oiseaux » d'Alfred Edmund Brehm et d'autres encore. Parmi ses œuvres personnelles trois peuvent être regroupées sous une même rubrique : 
- (ru) « La lutte contre l'occident dans notre littérature » «Борьба с западом в нашей литературе», dans laquelle l'auteur analyse le rationalisme européen et critique les vues de John Stuart Mill, Ernest Renan, David Strauss, rejetant aussi le darwinisme et tentant de réinterpréter l'œuvre des écrivains russes sur le slavophilisme.

- (ru) Aux questions de la philosophie des sciences naturelles sont consacrés des recueils « Sur la méthode en sciences naturelles et de son importance en science naturelle » «О методе естественных наук и значении их в общем образовании» et

- (ru) «Le monde comme un ensemble, caractéristiques des sciences de la nature » «Мир как целое, черты из науки о природе».

En outre, Strakhov a écrit une grande quantité d'articles dont une partie est entrée dans son ouvrage « essais philosophiques » «Философские очерки».
Strakhov est un collaborateur actif des revues néo-slavophiles fondées par les frères Fiodor Dostoïevski et Mikhaïl Dostoïevski : Le Temps, L'Époque, Zaria. Dans ces revues, il défend l'idée d'une « identité russe » et de la monarchie, critiquant les conceptions du libéralisme et du nihilisme devenues très populaires, exprimant son hostilité vis-à-vis de l'Occident et publiant une série d'articles hostiles aux idées de Nikolaï Tchernychevski et Dmitri Pissarev. Strakhov était un éminent philosophe-idéaliste, qui s'efforçait d'interpréter les sciences dans une esprit panthéiste et d'édifier un système scientifique rationnel fondé sur la religion.
Strakhov est considéré comme un des fondateurs du courant des slavophiles « terriens » le « Potchvennitchestvo » avec Apollon Grigoriev et les deux frères Dostoïevski. La littérature et l'art doivent être, suivant ce mouvement, le produit organique du sol national.
Son point de vue sur le monde, Strakhov l'exprime comme suit : « Le monde est un tout, c'est-à-dire qu'il est relié dans toutes les directions dans lesquelles notre esprit peut se tourner. Le monde est un tout unique, c'est-à-dire qu'il ne se scinde pas en deux, en trois ou encore en plusieurs entités, qui sont reliées entre elles indépendamment de leurs propriétés intrinsèques. Cette unité du monde ne peut être obtenue autrement qu'en reconnaissant que la véritable essence des choses consiste en des degrés divers en l'incarnation de l'esprit ». Ainsi, la racine de toute existence en tant qu'elle est reliée au tout, est le principe spirituel éternel, qui constitue la véritable unité du monde. Strakhov considère que le matérialisme tout aussi bien que l'idéalisme ont été trop loin en voulant trouver une origine commune pour tout ce qui existe. Une de ces philosophies trouvait cette origine dans la matière et l'autre dans l'esprit. Pour échapper à l'une ou l'autre de ces deux possibilités, il n'y a qu'une seule voie qui est que : « le principe unificateur de l'origine de la vie de l'esprit et de la vie de la matière, nous ne le cherchons pas en lui-même mais dans ce qui est au-dessus de lui, non pas dans le monde mais en dehors du monde, dans ce qui est le plus élevé et qui diffère du monde ».
Le « nœud de la création du monde », dans lequel ont été réunis la matière et l'esprit, c'est, selon Strakhov, l'homme lui-même. Mais « le corps ne devient pas pour autant subjectif, ni l'âme objective ; ce sont deux mondes qui sont rigoureusement différenciés ».
L'ouvrage principal de Strakhov, Le monde comme un tout, n'a pratiquement pas été remarqué par ses contemporains.
L'indifférence, ou plus exactement la cécité à l'égard de son œuvre philosophique est une maladie héréditaire qui s'est transmise des « soviétiques » à la majorité des « russes ». Pavlovitch Nikolaï Iline (1830-1892) ( Н. П. Ильин )
L'objet principal du débat philosophique de Strakhov est la lutte contre le rationalisme occidental, pour lequel il invente le terme « potchvennitchestvo ». Il entend, par cette idéologie, d'abord la puissance de la raison humaine pour laquelle il a une admiration qui va jusqu'à l'idolâtrie, puis aussi les résultats des conclusions des sciences naturelles. Les deux aspects servent de base philosophique pour justifier le matérialisme et l'utilitarisme qui étaient fort populaires à cette époque en Russie et en Europe occidentale.
Les trois tomes de l'ouvrage de Strakhov « Lutte contre l'Occident dans la littérature russe » (1883) ont connu une diffusion et une résonance beaucoup plus importante que d'autres parties de son œuvre. Il y dévoile clairement sa passion pour les idées d'Apollon Grigoriev et d'Arthur Schopenhauer. Cette passion pour Grigoriev le rapproche de l'idéologie de potchvennitchestvo. Celle pour Schopenhauer le rapproche de Léon Tolstoï (et l'éloigne d'une autre de ses passions qu'est l'œuvre de Dostoïevski). En présentant l'Occident comme le royaume du « rationalisme », il insiste fortement sur l'originalité de la culture russe, devient un ardent partisan et propagandiste des idées de Nikolaï Danilevski sur les différents types culturels et historiques. Avec Strakhov et l'idéologie potchvennitchestvo se termine la lutte entre le courant laïc occidental et l'adhésion inconditionnelle à la compréhension mystique et religieuse de Léon Tolstoï. Avec S. A. Levitski, il faut reconnaître que « Strakhov est un intermédiaire entre les slavophiles tardifs et la renaissance religieuse et philosophique russe ».
L'évaluation correcte et objective de l'œuvre philosophique de Strakhov est rendue difficile (et elle continue à l'être) par l'absence de regroupement de ses œuvres d'une part et par sa vie un peu à l'ombre de deux génies russes que sont Léon Tolstoï et Fiodor Dostoïevski. Si on veut évaluer le rôle et l'importance de Strakhov de manière impartiale, il faut le reconnaître comme une figure incontestable de la philosophie et de la culture russe. Sa spécificité est confirmée indirectement par le fait qu'il ne peut être repris dans aucun « camp » philosophique ou idéologique.
Décédé en 1896, Strakhov est inhumé au cimetière de Novodievitchi de Saint-Pétersbourg.

## Appréciation de l'œuvre de Fiodor Dostoïevski
N.N. Strakhov décrit comme suit ce qui distingue selon lui principalement Dostoïevski : c'est « sa capacité d'éprouver une grande sympathie pour la vie dans ses manifestations, sa vision pénétrante de cette vie dans ses manifestations les plus basses, sa capacité à révéler les véritables motifs des mouvements de l'âme humaine oppressée jusqu'à la fin » . Sa capacité de « dépeindre de manière très subtile » la vie intérieure des gens dont les plus fréquents sont « ceux qui sont faibles, ceux qui pour l'une ou l'autre raison ont l' âme malade, ceux qui sont arrivés aux dernières limites du découragement, ou de l'obscurcissement de leur esprit, ou ont été jusqu'au crime ». Strakhov rappelle qu'un thème constant de Dostoïevski est la lutte « entre cette étincelle divine qui peut briller dans chaque être humain, et toutes ces affections intérieures qui peuvent affecter ceux-ci ».